# Pascal Lalo

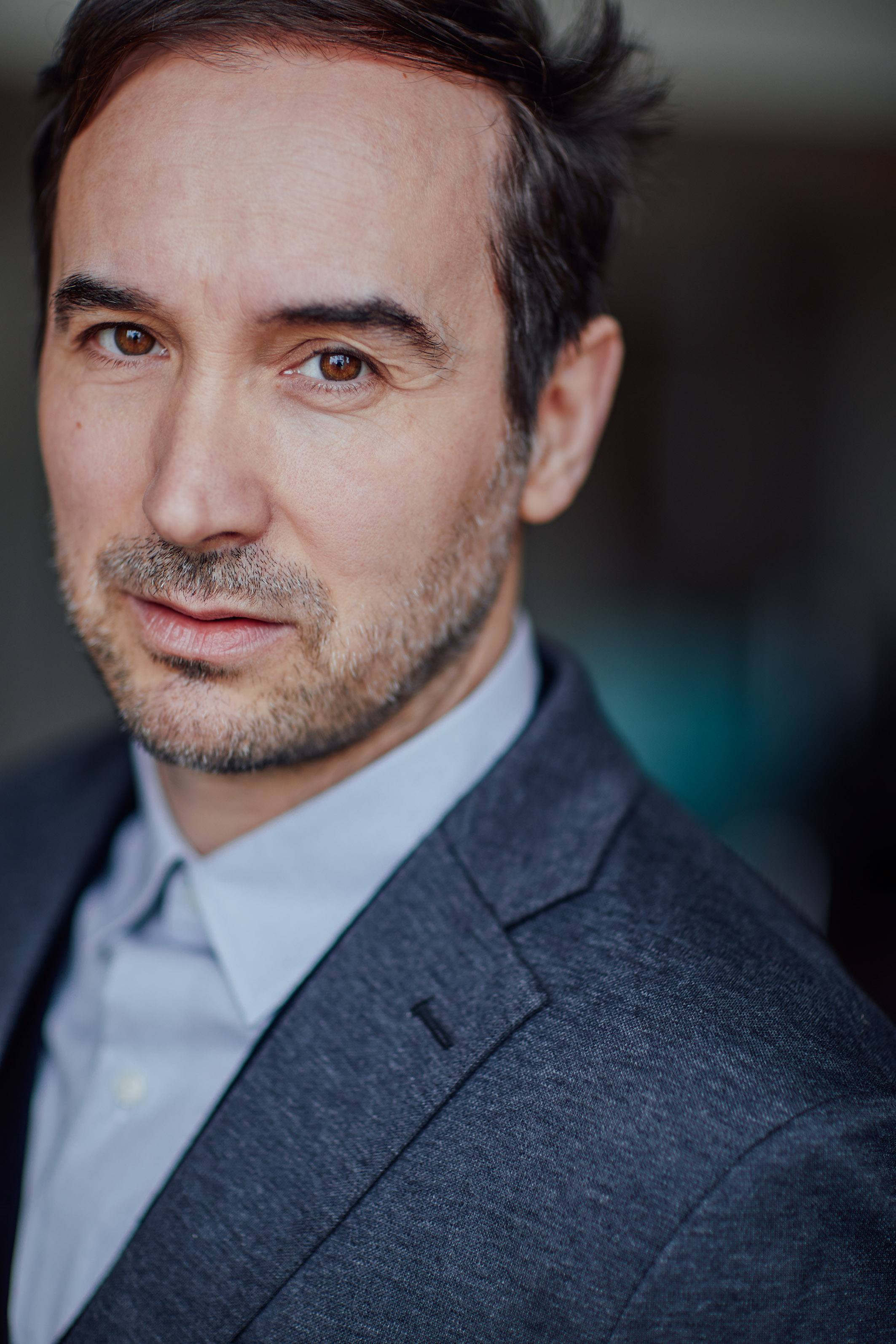
Pascal Lalo (2017)

Pascal Lalo (* 1969 in Compiègne, Frankreich) ist ein deutsch-französischer Schauspieler.

## Leben
Lalo absolvierte seine Schauspielausbildung von 1994 bis 1998 an der Hochschule für Schauspielkunst „Ernst Busch“ Berlin in Berlin. Danach arbeitete er als freier Schauspieler an renommierten deutschsprachigen Bühnen, so u. a. am Schauspielhaus Zürich, am Theater Basel, am Maxim-Gorki-Theater, am Deutschen Theater Berlin, sowie bei den Salzburger Festspielen.
Parallel zum Theater ist Pascal Lalo auch im Film zu sehen. Bereits 1992 hat er eine durchgehende Rolle in "Unser Lehrer Doktor Specht"
In der ZDF-Serie Die Küstenwache spielt er 12 Folgen den Funker Paul Kramer.

## Privates
Pascal Lalo ist mit der Schauspielerin Annedore Kleist verheiratet, mit der er einen Sohn hat.

## Theaterstücke (Auswahl)
- 1997 Weihnachten bei Iwanovs   Maxim Gorki Theater Berlin (Friedrich Luft Preis)
- 1998 Ithaka  Agelaos  Deutsches Theater Berlin
- 1998 Der Widerspenstigen Zähmung Tranio Deutsches Theater Berlin
- 1999 Der Sommernachtstraum  Flaut Schillertheater Wuppertal
- 2000 Romeo und Julia Mercutio OD Theater Basel
- 2001 Die Unvernünftigen sterben aus  Freiherr von wullnow TAT Frankfurt/Main
- 2002 Don Quixote div.Rollen Hans Otto Theater Potsdam
- 2003 Maria Stuart Mortimer Altes Schauspielhaus Stuttgart
- 2003 Iphigenie auf Tauris Orest Theater Fürth
- 2004 Singing ! Immateriell Arbeiten! Sophiensäle / Palast der Republik
- 2005 Romeo und Julia Mercutio NT Halle
- 2006 Alice in Wunderland Weises Kaninchen NT Halle
- 2006 Arsen und Spitzenhäubchen Mortimer Brewster NT Halle
- 2007 Biedermann und die Brandstifter  Eisenring Schauspielhaus Zürich
- 2008 Der Sommernachtstraum Thisbe Salzburger Festspiele / Schauspielhaus Zürich
- 2008 Der Idiot. Anfang des Romans Gavrila Ardalionowitsch Schauspielhaus Zürich
- 2008 Der Menschenfeind Oronte Theater Basel
- 2009 Berlin Alexanderplatz Meck Theater Basel
- 2009 Die Geschichte meiner Einschätzung am Anfang des dritten Jahrtausends  Projekt Theater Basel
- 2009 Hexenjagd Proctor Theater Basel
- 2009 Eine Familie Little Charles Theater Basel. (Nominierung zum Nachwuchsschauspieler) "theater heute"
- 2009 Salvador Dali Dali Theater Basel
- 2010 Die Bügelfalte des Himmels von Kroffenstein Theater Basel
- 2010 Die Herakles Trilogie Admetos Theater Basel
- 2010 Richard III  Buckingham  Theater Basel
- 2010 Die Räuber Franz Theater Basel
- 2010 Der Spieler / Der Jüngling   Der Jüngling Theater Basel
- 2011 Drei Schwestern Andrey Prosorow Theater Basel
- 2011 Die Götter weinen Jimmy Theater Basel
- 2013 The Indian Queen Projekt SWR Festspiele / Opera Metz / Theater Basel
- 2015 Bunbury Jack  Theater St.Pölten
- 2015 Dante Alighieri Ensemble Leones Burgruine Dobra
- 2016 Entführung aus dem Serail Basta Selim Oper Klagenfurt

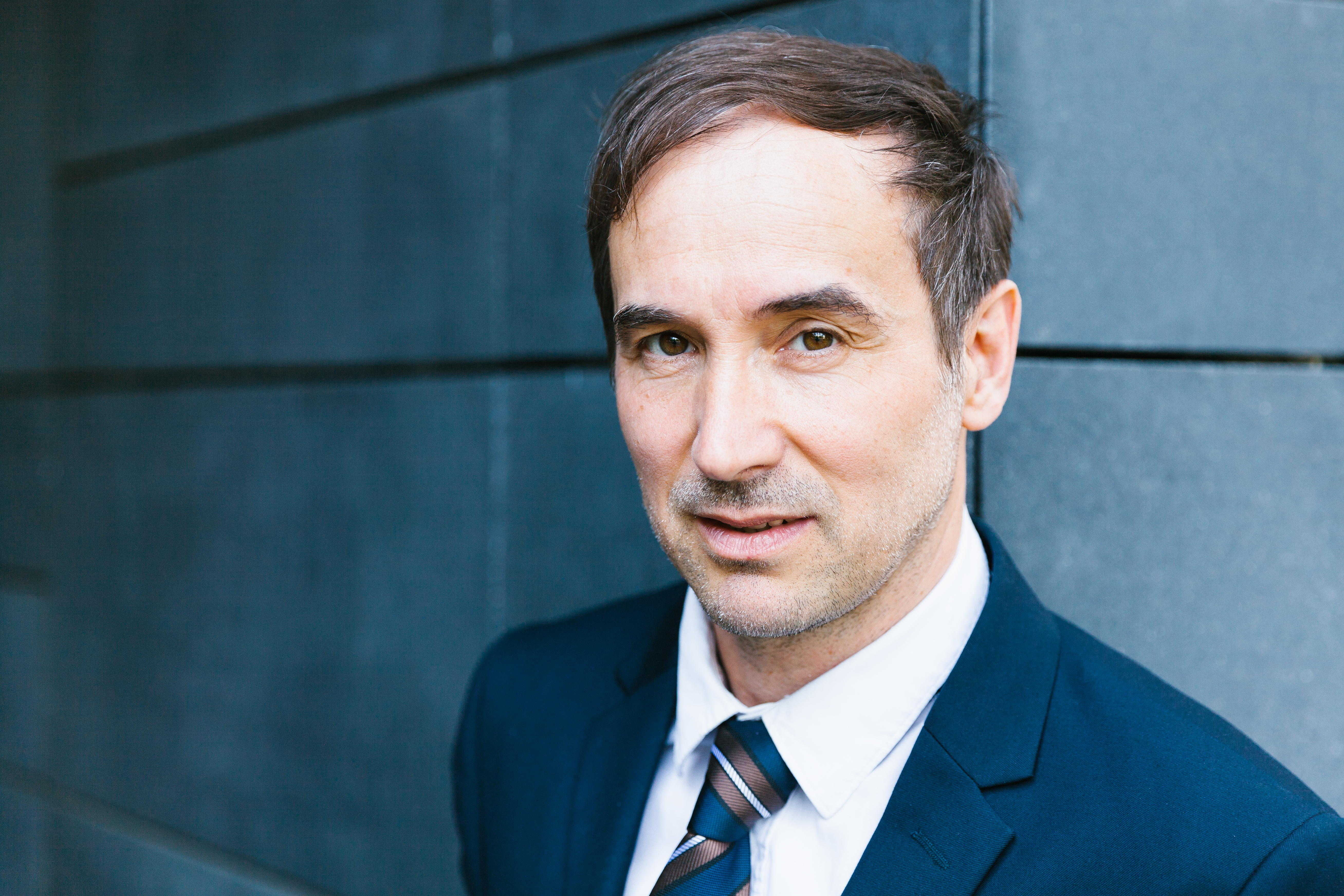
Pascal Lalo

- 2016 Ferdinand der Stier Erzähler Kärntner Sinfonie Orchester
- 2016 Ou les Coeurs s' e´prennent Theatre de la Bastille
- 2018 Schiff der Träume  Löwenthal Volkstheater Rostock
- 2018 Hört, hört ! Die Bauhaus Protokolle Kunstfest Weimar
- 2019 Peer Gynt  Volkstheater Rostock
- 2019 Gier. Unterm Birnbaum  Jubiläum 200 Jahre Fontane Theater am Rand

## Filmografie (Auswahl)
- 1992: Unser Lehrer Doktor Specht (durchgehende Rolle) 1998 Liebling Kreuzberg
- 1998: Rosenzweigs Freiheit
- 1999: Wolffs Revier (Fernsehserie, Folge Bangkok – Berlin)
- 2000: Küstenwache (12 Folgen)
- 2001: Sommersonne (Kurzspielfilm)
- 2002: Looped
- 2003: Rosa Roth – Das leise Sterben des Kolibri
- 2004: Conny und Paul (Kurzspielfilm)
- 2005: Die Rettungsflieger – Für die Liebe
- 2011: Crash (Kurzspielfilm)
- 2012: Dreimal ums Haus (Kurzspielfilm)
- 2013: Letzte Spur Berlin
- 2014: Die Staatsaffäre
- 2015: Lotta und der dicke Brocken
- 2015: Der Staatsanwalt
- 2015: Der junge Karl Marx
- 2016: Sommer in Südfrankreich
- 2016: Schneeblind
- 2017: Der Krieg und Ich
- 2020: Deutschlands große Clans – Die 4711 Story

## Hörspiel
- 2016 Die Zwangsjacke  Deutschlandradio Kultur
- 2018 " Dinge über man die spricht " Archäologisches Museum Brandenburg
- 2019 radio TATORT rbb
- 2021 Jane Austen Hessischer Rundfunk

## Auszeichnungen
- 1996 O.E. Hasse Preis für herausragende schauspielerische Leistung
- 1998 Friedrich Luft Preis für "Weihnachten bei Ivanows"
- 2010 Nominierung zum Nachwuchsschauspieler "theater heute"